# Wanted (canção de Jessie James)
"Wanted" é o primeiro single da cantora e compositora americana Jessie James, servindo como o seu single de estreia de seu primeiro álbum de estúdio auto-intitulado, Jessie James (2009).

## Desempenho nas tabelas musicais

### Posições
| Posições (2013)                               | Melhor posição |
| --------------------------------------------- | -------------- |
| Canadá (Canadian Hot 100)                     | 82             |
| Estados Unidos (Billboard Hot 100)            | 40             |
| Estados Unidos (Billboard Digital Song Sales) | 17             |
| Estados Unidos (Billboard Adult Top 40)       | 34             |
| Estados Unidos (Billboard Dance Club Songs)   | 18             |
| Estados Unidos (Billboard Mainstream Top 40)  | 23             |
| Estados Unidos (Heatseekers Songs)            | 4              |